# Massacro dell'Aeroporto di Lod
Il massacro dell'Aeroporto di Lod è un attentato terroristico avvenuto il 30 maggio 1972 a Tel Aviv, in Israele, all'aeroporto internazionale di Lod (oggi Tel Aviv-Ben Gurion).
A perpetrarlo fu un gruppo di tre terroristi comunisti dell'Armata Rossa Giapponese che per conto del Fronte Popolare di Liberazione della Palestina - Operazioni Esterne (PFLP-EO, una fazione espulsa dal Fronte Popolare per la Liberazione della Palestina) ivi uccisero 26 civili di varie nazionalità e ne ferirono 80. Nell'assalto due dei tre terroristi persero la vita e il terzo, ferito, fu arrestato.
L'attentato colse di sorpresa le forze di sicurezza israeliane che, benché avvertite del pericolo di attacchi terroristici palestinesi, non previdero l'impiego di paramilitari giapponesi che oltretutto agirono con tecnica suicida, del tutto inimmaginabile all'epoca. I tre esecutori materiali del massacro erano Kozo Okamoto, Tsuyoshi Okudaira e Yasuyuki Yasuda, terroristi addestrati a Baalbek, in Libano.

## Attacco
I terroristi giunsero all'aeroporto a bordo di un aereo della Air France proveniente da Roma. Vestiti con abiti occidentali e trasportando custodie apparentemente di violini, attirarono ben poca attenzione. Entrati nell'area di sosta, essi aprirono le loro custodie e imbracciarono fucili d'assalto cecoslovacchi Vz 58 con i calci rimossi.
Subito dopo aprirono il fuoco indiscriminatamente contro gli equipaggi, i passeggeri e i visitatori, uccidendo 26 persone e ferendone altre 78.
Tra le vittime vi erano undici pellegrini cristiani che venivano da Porto Rico e il professor Aharon Katzir, un biofisico sessantaduenne di fama internazionale (suo fratello, Ephraim Katzir, sarebbe stato eletto l'anno dopo Presidente di Israele).
Yasuda e Okudaira morirono nello scontro, quest'ultimo suicida: uscì infatti dall'edificio aeroportuale sulle piste d'atterraggio e, dopo aver sparato contro i passeggeri che sbarcavano da un volo della El Al, si uccise con una bomba a mano. Okamoto fu gravemente ferito ma sopravvisse; fu tradotto in giudizio e condannato all'ergastolo nel giugno 1972.

## Conseguenze
Nella dichiarazione scritta che rivendicava la responsabilità dell'attentato all'Armata Rossa Giapponese, il Fronte Popolare di Liberazione della Palestina - Operazioni Esterne definì l'azione Operazione Deir Yassin.
Questo per sottolineare l'intenzione di vendicare la strage perpetrata ventiquattro anni prima dai militanti dell'Irgun a Deir Yassin nel 1948 ai danni dei palestinesi nel villaggio di Deir Yassin.
Il FPLP aggiunse che l'operazione era stata condotta a termine dallo squadrone del Martire Patrick Argüello.
Patrick Argüello era stato colpito a morte due anni prima, il 6 settembre 1970 a bordo di un aereo della El Al mentre tentava di dirottarlo insieme ad alcuni membri del FPLP, tra cui la nota esponente della guerriglia Leila Khaled.
Okamoto fu rilasciato nel 1985 con altri 1.150 prigionieri in uno scambio con tre soldati israeliani catturati e tenuti in ostaggio. Si stabilì nella Valle della Beqa' libanese. Fu arrestato nel 1997 ma nel 2000 gli fu assicurato lo status di rifugiato politico in Libano. Quattro altri appartenenti all'Armata Rossa Giapponese arrestati nella medesima occasione furono estradati in Giappone.
Nel 2008, gli otto figli sopravvissuti di Carmelo Calderón Molina, ucciso nell'attacco, e Pablo Tirado, il figlio di Pablo Tirado Ayala, che rimase ferito, intentarono una causa presso il tribunale distrettuale degli Stati Uniti per il distretto di Porto Rico. Citarono in giudizio il governo della Corea del Nord per aver fornito supporto materiale al PFLP-EO e all'Armata Rossa Giapponese e per aver pianificato l'attacco. I querelanti rivendicarono il diritto di citare in giudizio il governo nordcoreano sulla base del Foreign Sovereign Immunities Act del 1976. Le udienze preliminari per esaminare le prove iniziarono il 2 dicembre 2009, sotto la presidenza del giudice distrettuale Francisco Besosa. Il governo nordcoreano non rispose alla causa e non aveva rappresentanti presenti. Le famiglie delle vittime vennero rappresentate da avvocati del Shurat HaDin Israel Law Center, incluso il suo fondatore, Nitsana Darshan-Leitner.
Nel luglio 2010, il tribunale degli Stati Uniti ordinò alla Corea del Nord di pagare 378 milioni di dollari alle famiglie come risarcimento per l'attacco terroristico.